# Canal de Malta

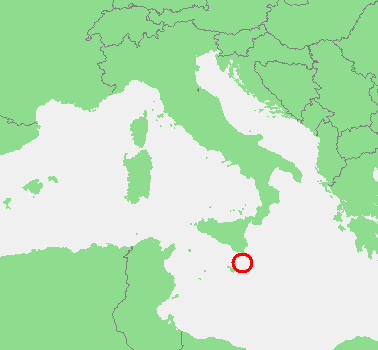
Localização do canal de Malta

O canal de Malta (em italiano: Canale di Malta) é um estreito do mar Mediterrâneo localizado entre a ilha italiana de Sicília e o arquipélago de Malta. O canal serve como uma via marítima entre Malta e o continente europeu.

## História
Na Segunda Guerra Mundial, este mar enfrentou batalhas navais e foi fortemente minado quando Malta, que era então uma colônia da Grã-Bretanha, tratou de abastecer a ilha. Ocorreram ainda outras batalhas lideradas entre a Ordem Soberana e Militar de Malta e piratas do Império Otomano, como também durante as Guerras Púnicas.